# Миллс, Чарльз Райт
Чарльз Райт Миллс (англ. Charles Wright Mills; 28 августа 1916, Уэйко, Техас — 20 марта 1962, Уэст-Найэк, штат Нью-Йорк) — американский социолог, публицист и публичный интеллектуал, один из основоположников леворадикального направления в западной социологии (наряду с Алвином Гоулднером), был профессором социологии Колумбийского университета с 1946 года до конца своей жизни. Миллса активно публиковали популярные и интеллектуальные издания; он известен как автор нескольких книг, в том числе: «Властвующая элита», в которой был впервые введён соответствующий термин и которая описывает отношения и классовые союзы внутри политической, военной и экономической элиты США; «Белые воротнички: Американский средний класс» (White Collar: The American Middle Classes) про американский средний класс; «Социологическое воображение» (The Sociological Imagination), в которой Миллс выдвинул получившую широкую известность в науке концепцию социологического воображения, которое связывает общество, биографию и историю.
Миллс был обеспокоен положением интеллектуалов и учёных в обществе после окончания Второй мировой войны и выступал за активное включение в общественную и политическую жизнь вместо бескорыстного наблюдения. Биограф Миллса, Дэниэл Гэри (Daniel Geary), писал, что работы Миллса оказали «особо значимое влияние на новые левые социальные движения 1960-х годов». Именно Миллс популяризировал сам термин «новые левые» («New Left») в США в открытом письме 1960 года, вышедшем в пятом номере журнала «New Left Review», которое так и называлось — «Письмо к новым левым» или «Письмо новому левому движению» (Letter to the New Left). Оно стало источником вдохновения для Порт-Гуронской декларации — программного документа ведущей организации «новых левых» в США, «Студентов за демократическое общество».

## Биография

### Детство (1916—1934)
Чарльз Райт Миллс родился в городе Уэйко, штат Техас, 28 августа 1916 года и прожил в «Штате Одинокой Звезды» 23 года. Его отец, Чарльз Гровер Миллс, был родом из Флориды и работал страховым агентом, а мать — Франсес Райт Миллс, была домохозяйкой, она и её родители всегда жили в Техасе. В детстве Миллсу приходилось часто переезжать, он провёл много времени в таких городах, как Уэйко, Уичито-Фолс, Форт-Уэрт, Шерман, Даллас, Остин и Сан-Антонио. Чарльз Миллс окончил Далласкую техническую школу в 1934 году.

### Образование (1935—1942)
Чарльз Миллс поступил в Техасский университет A&M, но бросил его, отучившись один год, и затем поступил и окончил Техасский университет в Остине в 1939 году, получив степень бакалавра по социологии и степень магистра по философии. До того, как Миллс окончил университет, он уже успел опубликовать свои работы в двух наиболее популярных социологических журналах Америки — «Американский журнал социологии» и «Американский социологический обзор».
В Техасе Миллс встретил свою первую жену Дороти Хелен Смит, которая была студенткой магистратуры социологии. Ранее она обучалась в Оклахомском Колледже для женщин, где получила степень бакалавра по направлению коммерции. Они поженились в октябре 1937 года. После свадьбы Дороти работала помощником директора женского общежития, для того чтобы обеспечивать семью, в то время как Миллс писал свою дипломную работу. Она напечатала и отредактировала большую часть Ph.D. диссертации мужа. В августе 1940 года Дороти и Чарльз развелись, однако они снова поженились в марте 1941 года, а 15 января 1943 года у них родилась дочь Памела.
Миллс защитил Ph.D по социологии в Висконсинском университете в Мадисоне в 1942 году. Его диссертация была на тему: «Социологическое толкование прагматизма: очерк социологии знания». Комитет изначально раскритиковал диссертацию Миллса, однако автор отказался её пересматривать и позже она все-таки была принята. В начале 1942 года Миллс покинул штат Висконсин, поскольку был назначен доцентом кафедры социологии в Мэрилендском университете в Колледж-Парке.
Во время учёбы испытал влияние прагматизма (Джона Дьюи и Джорджа Герберта Мида с их видением радикальной, эгалитарной демократии), Говарда Беккера (чикагская школа), Макса Вебера, Карла Мангейма, марксизма.

### Карьера (1942—1956)
Во время работы в Мэрилендском университете с 1941 по 1945 годы, росла заинтересованность и вовлечённость Миллса в американскую политику. Миллс дружил с такими историками, как Ричард Хофштадтер, Фрэнк Фридель и Кен Стэмп. Эти учёные сработались вместе, и каждый писал об актуальных вопросах, связанных с войной и её влиянием на американское общество.
В середине 1940-х годов, всё ещё обучаясь в Мэриленде, Миллс начал вносить свой вклад в «журнальную социологию», публикуя авторские статьи в различных интеллектуальных журналах, таких как «The New Republic», «The New Leader» и «Politics» — журнал, созданный его другом Дуайтом Макдональдом в 1944 году.
В 1945 году учёный переехал в Нью-Йорк, заняв позицию научного сотрудника в бюро прикладных социальных исследований Колумбийского университета, руководимом Полом Лазарсфельдом. В 1945 году Миллс получил грант в размере 2500 долларов США от Фонда Гуггенхайма на финансирование своих исследований в последующем году. В 1946 году Чарльз был назначен доцентом кафедры социологии Колумбийского университета. В этот период времени он написал свою книгу «Белые воротнички: Американский средний класс», которая была опубликована в 1951 году. С переездом в Нью-Йорк, Миллс отдалился от своей жены, и они развелись в 1947 году.
В 1947 году Ч. Миллс женился на Руфь Харпер, которая работала вместе с ним в Бюро прикладных социальных исследований и работала с ним над его книгами «Новые люди власти» (1948), «Белые воротнички» (1951), «Властвующая элита» (1956). В 1949 Миллс и Харпер приехали в Чикаго, где Чарльз преподавал в Чикагском университете. Он вернулся преподавать обратно в Нью-Йорк после одного семестра в Чикагском университете и получил звание адъюнкт-профессора социологии 1 июля 1950 года.
В 1955 году, 14 июля, у него и его второй жены родилась дочь Кэтрин. Миллс был назначен профессором социологии в Колумбийском университете 1 июля 1956 года. С 1957 семья переехала в Копенгаген, где Миллс был Фулбрайт лектором в Копенгагенском университете. Миллс и Харпер разошлись в декабре 1957 года, когда он вернулся из Копенгагена, а развелись они только в 1959 году.

### Последние годы и смерть (1958—1962)
В 1959 году Миллс женился в третий раз на американской художнице украинского происхождения Ярославе Сурмач. Они обосновались в Рокленде, штат Нью-Йорк, где в 19 июня 1960 года у них родился сын, Николас Чарльз.
Август 1960 года Миллс провёл на Кубе, где работал над своим текстом «Слушайте, Янки: Революция на Кубе». На Кубе он взял интервью у Фиделя Кастро, который признал, что читал работу учёного «Властвующая элита».
Чарльз Райт Миллс страдал от сердечных приступов на протяжении всей своей жизни, и четвёртый инфаркт привёл его к смерти 20 марта 1962 года.

## Социология

### Влияние
На Ч. Р. Миллса сильно повлияло философское течение прагматизма, в частности работы Джорджа Мида, Джона Дьюи, Чарльза Сандерса Пирса и Вильяма Джеймса. Видение социальной структуры в работах Миллса во многом сформировано Максом Вебером и работами Карла Маннгейма, который является строгим последователем работ Вебера. Миллс также признавал влияние марксизма в целом; он отмечал, что марксизм в тот момент являлся неотъемлемым инструментом для социологов и поэтому было необходимо быть образованным в этой области; таким образом любое влияние марксизма было результатом хорошего образования. Неофрейдизм также помог сформировать работы Миллса. Миллс был усердным студентом-философом до того, как стал социологом, и его видение радикальной, эгалитарной демократии было прямым результатом влияния идей Торстейна Веблена, Джона Дьюи и Джорджа Герберта Мида. Во время обучения в университете Висконсина, Миллс познакомился с Гансом Гертом, профессором социологии из Германии. С помощью Герта Миллс приобщился к европейской науке и социологической теории.

### Основные труды
Совместно с Гансом Гертом на английском языке была написана книга «Макс Вебер: Эссе по социологии» (From Max Weber: Essays in Sociology, 1946). Миллс и Герт начали сотрудничать в 1940 году. Они отобрали несколько оригинальных текстов Вебера на немецком и перевели их на английский. Предисловие книги начинается со слов, объясняющих спорность значений, которые английские слова дают немецкому тексту. Авторы пытаются объяснить свою приверженность максимально точному переводу работ Вебера.
Книга «Новые люди власти: лидеры рабочего движения Америки» (The New Men of Power: America’s Labor Leaders, 1948) изучает метафизику лейборизма и динамику кооперирования лидеров рабочего движения с представителями бизнеса. Автор делает вывод о том, что рабочее движение успешно отказалось от своей традиционно оппозиционной роли и встроилось в капиталистическую систему. Задобренные экономической политикой «хлеба с маслом» профсоюзы приняли послушно-подчиненную роль в новой структуре американской власти.
«Белый воротничок: Американский средний класс» (White Collar: The American Middle Classes, 1951) предлагает читателю исторический очерк о формировании среднего класса в США и заявляет, что бюрократия накрыла работников среднего класса, крадя у них независимое мышление и превращая их в полуроботов, угнетённых, но весёлых.
«Характер и социальную структуру» Миллс опубликовал совместно с Гертом. В этой книге его ранние прагматистские установки были вытеснены идеей обусловленности характера и поведения надличностными социальными структурами. С этого времени Миллс стал считать себя последователем «классической традиции» в общественной мысли. «Характер и социальная структура» совмещает социальный бихевиоризм и структуру личности прагматизма с социальной структурой Веберианской социологии. Работа сфокусрована на ролях: на том, что они межличностны, а также на том, как они связаны с институтами.
В работе «Властвующая элита» (The Power Elite, 1959), Миллс осуществил институциональный анализ современной ему Америки. Книга описывает взаимоотношения политической, экономической и военной элит, отмечая, что все они видят мир по-разному. Миллс считает, что властные элиты представляют лишь собственные интересы, в которые включены поддержание «вечной экономической войны», чтобы контролировать американский капитализм, и маскировка «манипулятивного контроля за социальным и политическим порядком с помощью масс медиа».
Пожалуй, ключевой и самой известной книгой Ч. Миллса является «Социологическое воображение». Если во «Властвующей элите» Миллс критикует американский строй, то в этой книге он критикует американское социологическое сообщество. Современная ему социология была слишком абстрактна и отдалена от жизни, что было для автора неприемлемо. Поэтому он стал формировать собственное видение того, какой должна быть социология. Социологическое воображение — это способ мышления для социолога. Оно состоит из трёх компонентов:
1. История
2. Биография
3. Социальная структура

Миллс заявляет, что главной задачей социолога является перейти от уровня личных проблем к общественным. Например, безработный человек испытывает личную проблему: по каким-то личным причинам он не может найти работу. Но когда значительная часть страны — безработные люди, причина кроется уже не в людях, а в социальной структуре. Личная проблема становится общественной. Социологи должны связать личные проблемы с социальными, а затем, найти причины социальных проблем в социальной структуре и устранить их.

### Научные взгляды
В течение долгого времени учёные спорят об идеях Миллса. Его часто называют «тайным марксистом» ввиду его уклона к социальным классам и их роли в историческом прогрессе и попыткам сохранить традиции марксизма в социальной теории. Тем не менее так же часто его взгляды сопоставляют с антимарксистскими идеями Макса Вебера. Миллс выводил на первый план в оценке социальной структуры политические, экономические и военные институты, а не культуру, которая, в своей массовой форме служит целям правящей элиты. Идея Вебера о бюрократии как об усвоенном социальном контроле была воспринята Миллсом как историчность его метода, далёкая от либерализма. Миллс был радикалом, который был вынужден дистанцироваться от Маркса, в то же время находясь «рядом» с ним.
Несмотря на то, что Миллс никогда не относил себя к марксистам, он делился со своими коллегами тем, что, по ощущениям, он гораздо ближе к тому, что он видел в течениях гибкого, гуманистического марксизма, чем в его альтернативах. Как он признаётся в эссе «Власть, политика и люди», он рассматривал себя, как обычного марксиста, работающего в духе идей молодого Маркса, а не в веберианской традиции.

Ниже приводится цитата из Писем Товарищу (автобиографическое эссе), написанного осенью 1957 под заголовком «Кем бы я мог быть и кем я стал»:
Ты меня спрашивал, кем бы я мог быть. Теперь я отвечаю: «Я — оппортунист». Я имею в виду это в духовном и политическом смысле. Говоря это, я скорее ссылаюсь к политическим идеалам, а не политическим пристрастиям. Я использую слово оппортунист с одной целью — показать противоположность бюрократии. Я лично и глубоко считаю себя оппортунистом, и к лучшему. Я снаружи кита, и я прошел тот путь социальной изоляции и работы над собой. Но знаете ли вы, кто такой оппортунист? Это что-то вроде особого духовного состояния. Товарищ, не бойся слова. Оппортунист — это не только человек, который получает приказы от самого себя. Он так же является человеком, который часто оказывается в ситуации, где нет никакой регулировки, чтобы в случае чего остановится на том, что он не сделал себя сам. Он не любит боссов, как капиталистов, так и коммунистов. Они для него одинаковы. Он хочет, чтобы он сам и все остальные, были при любых обстоятельствах своими собственными боссами. Этот вид духовного состояния, и только этот, можно назвать свободой оппортунизма.
 Миллс спорит о том, что микро и макро уровни анализа могут быть совмещены с помощью социологического воображения, которое позволяет его обладателю понять большой исторический смысл с точки зрения его значения для внутренней жизни и внешнего воздействия различных индивидуумов. Люди могут понять свой личный опыт в полной мере, только если не будут выходить за границы того периода истории, в котором они живут. Ключевым фактором является сочетание частных проблем и общественных вопросов: сочетания проблем, возникающих у самого человека и в его отношениях с другими людьми, с вопросами, которые имеют отношение непосредственно к институтам общества определённой эпохи в целом. Миллс разделяет свои идеи с теоретиками марксизма и сторонниками теории конфликта о том, что американское общество резко разделяется и систематически формируется отношениями между сильными и слабыми. Он также разделяет их взгляды на отчуждение, влияние структуры общества на личность и манипулирование людьми элитами и СМИ. Миллс сочетал традиционные проблемы марксизма с внимательным отношением к поведению отдельного человека и мотивации маленьких групп, для которых сторонники Макса Вебера сделали больший вклад.

Миллс был очень враждебно настроен по отношению ко многим вещам его жизни, провозглашая себя аутсайдером:
Я чужак не только на региональном уровне, но и навсегда в глубине души
Миллс достаточно серьёзно занимался изучением Советского Союза. Его пригласили в СССР, где он был известен как критик американского общества. Миллс использовал эту возможность, чтобы атаковать советскую цензуру — например, на торжественном банкете он провозгласил тост в честь убитого сталинистами коммунистического революционера: «За день, когда полное собрание сочинений Льва Троцкого будет опубликовано в Советском Союзе!» Он сохранил свою спорную идею о том, что США и СССР управлялись одинаковыми элитами бюрократической власти и, таким образом, были скорее схожими, чем различающимися обществами.
Современный американский учёный Корнел Уэст в своём произведении «Уклонение Америки от философии» утверждает, что Чарльз Миллс следует традиции прагматизма. Миллс разделял общую идею Дьюи о «творческой демократии» и о важности политической практики, но и критиковал его за невнимательность к жёстким силовым структурам в США. Диссертация Миллса называлась «Социология и прагматизм». Тема высшего образования в Америке и на Западе отнесла его к прагматикам того времени, таким как Сидни Хук и Рейнгольд Нибур, мыслителям прагматизма времён «кризиса середины прошлого века».

## Наследие
Мексиканский писатель Карлос Фуэнтес посвятил Миллсу свой роман «Смерть Артемио Круса» (1962). Он отзывался о Миллсе как о «правдивом голосе Северной Америки, друге и товарище в борьбе Латинской Америки». Фуэнтес был фанатом произведения Миллса «Слушайте, янки: Революция на Кубе». Он оценил понимание Миллса того, какова была жизнь граждан Кубы, живущих в стране, в которой начинается революция.

Наследие Миллса наиболее ярко выражено в собрании его писем и других работ под названием «Чарлз Райт Миллс: Письма и автобиографические произведения». Это собрание редактировалось двумя его дочерьми, Кэтрин и Памелой Миллс. Во вступлении к книге, Дэн Вэкфилд утверждает, что социологический взгляд Миллса на американское общество превосходит сферу социологии. Миллс представлял свои идеи как пути сохранения американского общества от попадания в ловушку так называемого «массового общества». Многие учёные утверждают, что идеи Миллса стимулировали образование радикальных движений в 1960-х, которые существовали уже после его смерти. Работы Миллса были признаны не только в США, но и особо ценились в других странах: его произведения переведены на 23 языка. Говоря о его личности, Вэйкфилд в первую очередь вспоминает его как человека, окружённого полемикой:
В эту эпоху бережливых профессоров в серых фланелевых костюмах, Миллс приезжал в Морнингсайд Хайтс на ревущем мотоцикле БМВ. Он ходил в рубашке в клетку, старых джинсах и рабочих ботинках, а книги носил в спортивной сумке… Миллс был прекрасным преподавателем, как в своих книгах, так и в университете. Его лекции совпадали по яркости с его собственным представлением предмета, так как он пытался превратить в развлечение такой тяжёлый материал, как теории Карла Мангейма, Макса Вебера и Хосе Ортеги-и-Гассета. Он шокировал нас, студентов «молчаливого поколения», когда, стуча по столу, он объявлял, что каждый мужчина должен построить свой дом (как он сделал сам) и что, ей Богу, с надлежащим обучением, каждый из нас должен уметь построить свою собственную машину! 

### Премия имени Ч. Р. Миллса
«Общество по изучению социальных проблем» (SSSP) учредило премию имени Ч. Р. Миллса в 1964 году. Премия присуждается за книгу, которая «лучше всего иллюстрирует выдающееся исследование в области социальных наук и большое понимание личности и общества в традициях выдающегося социолога, Ч. Райта Миллса». Критерий применяется к книгам, которые наиболее эффективно:
1. Критически рассматривают актуальный для современности вопрос общественной значимости
2. Выводят в качестве основной темы свежую, образную перспективу
3. Способствуют достижению социального научного понимания темы
4. Отображают теоретически обоснованное мнение и эмпирические данные
5. Показывают качество в стиле написания
6. Явно или неявно подразумевают дальнейшее развитие направления деятельности

## Список произведений

### На английском языке
- «Письмо к новым левым»
- «Новые люди власти» («The New Men of Power: America’s Labor Leaders», 1948)
- «Белые воротнички: Американский средний класс» («White collar: The American Middle Classes», 1951)
- «Характер и социальная структура» («Character and Social Structure», 1953; в соавторстве с Хансом Гертом [Hans Gerth])
- «Властвующая элита» (Power Elite, 1956)
- «Малый бизнес и гражданская война» (1958)
- «Причины Третьей мировой войны» (The Causes of World War Three, 1958)
- «Социологическое воображение» (The Sociological Imagination, 1959)
- «Образы человека» (The Images of Man, 1960)
- «Слушайте, янки: Революция на Кубе» («Listen, Yankee: The Revolution in Cuba», 1960)
- «Марксисты» («The Marxists», 1962; редактор)

### На русском языке

#### Монографии
- Властвующая элита / Пер. с англ. — М.: Иностранная литература, 1959.
  - Властвующая элита / Пер. с англ. Е. И. Розенталь, Л. Г. Рошаль, В. Л. Кон. — М.: Директ-Медиа, 2007. — 844 с. — ISBN 978-5-94865-923-7.
- Социологическое воображение / Пер. с англ. О. А. Оберемко; под ред. Г. С. Батыгина. — М.: Стратегия, 1998. — архив
  - Социологическое воображение / Пер. с англ. О. А. Оберемко; под общей редакцией и с предисловием Г. С. Батыгина. — М.: Издательский дом «Nota bene», 2001. — 264 с. — ISBN 5-8188-0033-4.

#### Статьи
- Высокая теория / Пер. с англ. М. А. Кисселя // Структурно-функциональный анализ в современной социологии. Вып. 1. — М.: ИКСИ АН СССР, 1968. — С. 395—424. — Глава из «Социологического воображения».
- Задачи социологии: Глава из книги Ч. Р. Миллса «Социологическое воображение» / Сокр. пер. с англ. Л. А. Козловой.
- Интеллектуальное мастерство / Пер. А. И. Кравченко // Социологические исследования. — 1994. — № 1. — С. 107—114.